# Tomàs Martí
Tomàs Martí (1705-1738) regí la capella de Sant Esteve des de 1705, aproximadament, fins que es va jubilar, el 16 de gener de 1731.
Tomàs Martí va ser un dels mestres de capella que va exercir el magisteri durant més de 25 anys. Durant l'època del seu magisteri, es van redactar unes ordinacions per tal de regular la pietat i el bon capteniment dels beneficiats durant el rés de les hores canòniques en el cor. El document data de 1717 i en el seu redactat conté diverses referències a les responsabilitats de l'entonador, o “succentor”, al qual revesteix d'un perfil d'autoritat dins del cor.

Cap a l'any 1728, Tomàs Martí va sol·licitar de la comunitat la perpetuació en el càrrec atenent als 23 anys que portava regint el magisteri olotí, i, a la vegada, esperava poder-se acollir al dret de suplència de determinades obligacions, probablement a causa del deteriorament de la seva salut. Efectivament, dos anys després, el 20 de desembre de 1730, els metges J. Marcillo i F. Masmitjans van entregar a la comunitat un certificat mèdic en el que feien paleses les dificultats del mestre Martí per a seguir exercint el seu càrrec, a causa de l'empitjorament del seu estat de salut. Martí tenia en aquells moments més de 70 anys i ja en feia més de 25 que regia el magisteri. El document mèdic, llegit davant la comunitat de preveres el 4 de gener de 1731, va ser redactat amb aquests termes:
“Certificam y fem fe nosaltres los baix firmants de com lo reverent / Thomas Martí pre. Y mestre de capella de esta vila de Olot es de / edat segons publica veu y fama de mes de setanta anys, de que ne ha / mes de vint y sinch que excerceix son offici en dit poble, ab tot credit / y satisfaccio, y de que pateix diferents atxaques, com son vertigos y flaque-/sa en lo cap, opprecions de pit y debilitat de nervis y junturas que / sols ly permetan lo caminar ab molt treball, essent nosaltres obres tes-/timonis de dits sos atxauqes per haverlo visitat de molts anys a esta / part y aplicant diferents remeys a sos mals; per lo que judicam y som / de sentir que no pot ja còmodament y sens detriment notable de sa salut / continuar dit son empleo per que no pot naturalment sa crescuda edat / afiensarli millor salut, ans be los mals habituals y augment de anys / feran mes imposible la tarea de dit exercici, y així o sentim y firmam / de nostra ma en dita vila vuy als 20 de desembre 1730”.